# Ла Рош, Франсуа-Этьен де
Франсуа-Этьен де Ла Рош (фр. François Etienne de la Roche 1781—1813) — женевский врач, натуралист, химик, ботаник и ихтиолог.

## Биография
Родился в Женеве. Учился на медицинском факультете Парижского университета. В 1807—1808 годах совершил экспедицию на испанские Балеарские острова, где изучал рыб.
Скончался от тифа во время эпидемии, которая также унесла жизнь его отца. Они оба были похоронены на парижском кладбище Пер-Лашез.
Имя Ла Роша (используется сокращение F.Delaroche) связано с названиями ряда ботанических и ихтиологических таксонов, в честь него присвоено латинское название обыкновенному ошибню.